# Hleb Rassadkin
Hleb Andrėevič Rassadkin (in bielorusso Глеб Андрэевіч Рассадкін?; Minsk, 5 aprile 1995) è un calciatore bielorusso, attaccante svincolato.

## Carriera

### Club
Ha giocato nella prima divisione bielorussa.

### Nazionale
Ha giocato nelle nazionali giovanili bielorusse Under-17, Under-19 ed Under-21.